# Lista de clássicos de futebol do Rio de Janeiro
Desmembramento do artigo Clássicos de futebol do Brasil

## Clássicos da capital

### Bangu vs.Ceres
Conhecido como "Clássico Banguense", o embate entre clubes do bairro de Bangu é realizado desde os tempos que a equipe alviceleste era amadora. No profissional, o alvirrubro leva vantagem no histórico do duelo.

### Olariavs.Bonsucesso
O "Clássico Leopoldinense" é o maior duelo da Zona da Leopoldina da cidade do Rio de Janeiro, por se tratar dos dois maiores clubes dessa região, sendo disputado desde 1932, com o Olaria levando vantagem nesse confronto.

## Niterói

### Barretovs.Byron
O “Clássico da Zona Norte” foi a principal rivalidade de Niterói nas décadas de 1920–30, reunindo multidões nos confrontos entre o Barreto, também conhecido como “Leão do Norte”, e o Byron. Esse duelo era um dos mais vibrantes da cidade. O Barreto dominou o Campeonato Fluminense em 1921 e 1923. O Byron também foi forte: campeão fluminense em 1917, 1922, 1924 e 1925, além de conquistar o Campeonato Niteroiense em 1934.

### Fonsecavs.Canto do Rio
O “Clássico da Traição” representa o maior duelo da cidade de Niterói por décadas, pois opunha o Fonseca, defensor do futebol fluminense, ao Canto do Rio, que chegou a disputar o Campeonato Carioca, sendo visto como “traidor” por alguns. Deram-se confrontos históricos nos anos 1930–50, em que Fonseca faturou os municipais de 1937 e 1939 contra o Cantusca.

### Fonsecavs.Manufatora
O “Clássico operário” ou conflito industrial representava a disputa entre o Fonseca e o clube fundado pelos trabalhadores da fábrica Manufatora. Foi relevante entre as décadas de 1950 e 1960, especialmente quando Manufatora foi campeão niteroiense em 1958.

### Canto do Riovs. Centro Recreativo Espanhol
Este clássico era um dos principais confrontos do Campeonato Niteroiense nos anos 1970. Em 1972, decidiram o título em final com disputa por pênaltis, vencida pelo Espanhol sobre o Canto do Rio.

### Rio Cricket (Niterói)vs.Paissandu (RJ)
Conhecido como o “Clássico dos Ingleses”, é o mais antigo confronto entre colônias britânicas do Rio e de Niterói. A primeira partida foi disputada em 1 de agosto de 1901.

## Petrópolis

### Petropolitanovs.Serrano
O maior "derby" de Petrópolis reúne o Petropolitano - considerado elitista e refinado - e o Serrano - o "clube do povo" - no que os jornais chamavam de "o Fla-Flu de Petrópolis". Atualmente, no entanto, o tradicional clássico só é disputado no futsal. Dos jogos conhecidos entre os clubes, foram 8 vitórias do Serrano, 2 do Petropolitano e 1 empate, sendo a maior vitória a favor do Serrano um 8 a 2 e a maior do Petropolitano um 3 a 1.

## Baixada Fluminense

### Duque de Caxiasvs.Nova Iguaçu
É o confronto entre clubes que representam as maiores e mais populosas cidades dessa região.
Duque de Caxias

### Duque de Caxiasvs.Tigres do Brasil
O "Derby Caxiense" é o maior duelo da cidade de Duque de Caxias, sendo os dois clubes do distrito de Xerém, com menos de 1 KM de distância entre seus respectivos estádios. O clássico divide a cidade de Duque de Caxias pois ambos os clubes foram fundados em datas bem próximas (Duque 2007 e Tigres 2008). Os dois possuem equilíbrio na quantidade de títulos, com pequena vantagem para o Tigres do Brasil; entretanto, o Duque de Caxias leva vantagem no quesito vitórias, o que torna o confronto ainda mais atrativo.
O clássico é encarado com enorme rivalidade por ambas as equipes, mesmo em categorias como sub 9, sub 15 e sub 17 essa rivalidade é vista em campo pelas duras entradas, muitas faltas e pela quantidade de discussões entre os jogadores ao longo da partida, mais frequentes do que nos outros confrontos habituais dos dois clubes.

## Serra Fluminense

### Friburguensevs.Serrano
Clássico que reúne os dois clubes serranos mais representativos, envolvendo as cidades de Nova Friburgo e Petrópolis.

## Sul Fluminense

### Resende Futebol Clubevs.Volta Redonda Futebol Clube
Apesar do clube de Resende ser centenário, foi apenas em 2008 que ele conseguiu chegar a primeira divisão do Campeonato Carioca. Já o Voltaço, fundado em 1976, foi campeão da taça Guanabara e vice campeão estadual em 2005. Os dois times adquiriram a rivalidade por causa da proximidade entre as duas cidades, e devido ao fato de, em geral, fazerem campanhas semelhantes nos campeonatos, disputando posições acirradamente.
Barra Mansa

### Barra Mansa Futebol Clubevs.Associação Atlética Barbará
O Barra Mansa Futebol Club e a Associação Atlética Barbaráe já possuíram uma grande rivalidade com a ,
da mesma cidade, e os jogos entre essas duas equipes já foram
consideradas o "clássico" da cidade e da região, marcado no entanto pelo respeito e
um clima de amizade bom entre os clubes rivais. Esta rivalidade diminuiu
com a decadência que os clubes enfrentaram na década de 80, em especial
o Barbará que ainda hoje sofre para se reerguer.
Barra do Piraí

### Centralvs. Royal
O mais antigo dos clássicos sul-fluminenses, o jogo Central versus Royal é disputado desde 1930. As maiores goleadas conhecidas são um 7 a 2 a favor do Royal e um 9 a 2 a favor do Central. Atualmente os clubes estão afastados do profissionalismo, mas a tradição das duas torcidas estão tão arraigadas na cultura local, que mesmo quem nunca os viu jogar costuma eleger um ou outro como o seu time citadino.